# Lismore (Nova Gales do Sul)
Lismore é uma cidade no nordeste de Nova Gales do Sul, na Austrália. É o principal centro populacional na área do governo local da cidade de Lismore. É também um centro regional na região de Northern Rivers, no estado de Nova Gales do Sul.
Em junho de 2018, a população urbana de Lismore era de 28.720 habitantes.